# Szarajevó villamosvonal-hálózata
Szarajevó villamosvonal-hálózata Bosznia-Hercegovina fővárosa, Szarajevó közlekedési hálózatának része. Üzemeltetője a GRAS.

## Története
Szarajevóban a villamos elődje, a lóvasút 1885. január 1-én indult el. A hálózat villamosítása 1895-ben történt meg, akkoriban a villamos még 760 mm-es keskeny nyomtávolságú pályán közlekedett. Az első normál nyomtávolságú vonal 1960-ban indult el. 1992. május 2-án Szarajevó ostroma miatt a hálózaton a közlekedés leállt, csak 1994. március 15-én, az ostrom hatszázadik napján indult újra. A 90-es években kezdték el a hálózaton közlekedő villamosok felújítását.

## Vonalak
- 1: Željeznička stanica – Baščaršija
- 2: Čengić Vila – Baščaršija
- 3: Ilidža – Baščaršija
- 4: Ilidža – Željeznička stanica
- 5: Nedžarići – Baščaršija
- 6: Ilidža – Skenderija

## Járművek
- 15 db – Stadler Tango
- 10 db – Tatra K2YU
- 16 db – Düwag GT8
- 9 db – Satra II
- 3 db – Satra III
- 3 db – Tatra KT8D5
- 2 db – Lohner E
- 1 db – LHB 9G[3]